# 大嘴鳥 (動畫)
《大嘴鳥》是1999年7月1日到2001年3月29日在日本東京電視台系列（TXN）播放，以森永製果的巧克力球吉祥物「大嘴鳥」為主角的日本電視動畫。全91話。

## 概要
以大嘴鳥作為主角，不僅有搞笑的內容，也會在故事上加上某種寓意，是一部有著多元內容的作品。
大嘴鳥是森永巧克力球的吉祥物，當然，巧克力球也有在這部動畫中登場。
電視動畫方面，首次於1999年7月1日至2001年3月29日在東京電視台系列（TXN）播出。之後分別在2007年5月26日於CS放送所屬的Kids Station和2009年7月於獨立UHF放送局所屬的TOKYO MX重播。更早以前，由森永製菓提供在卡通頻道重播。在台灣，曾由東森幼幼台和MOMO親子台播出。

## 登場角色
在大嘴鳥動畫中所出現的角色，除了大嘴鳥外，全都是原創角色。而本作世界觀為了能符合大嘴鳥此一主題，所以住在天使島的居民除了某些角色外，全都使用鳥的造型；另外，這些角色的名字都取自於牠們的外表或表現所得來（例如「大嘴鳥」是以牠的大嘴來命名，「大眼鳥」則是以牠的粗眉毛和大眼而得名）。

### 主角
大嘴鳥（キョロちゃん　声：伊東美彌子盧素娟傅其慧
首次登場：第1集
設定年齡為八歳，有「咖啡色蛋蛋勇者」之稱。是從天使島上神殿裡的一顆蛋誕生出來的。小時候和萬事通博士一起到世界各處探險，在經過數次冒險後，和博士分開並回到天使島。
主要特徵是有著一副巨大的喙，比鑽石還硬，能夠拿來砍斷樹且做成獨木舟，還能將巨大岩石一分為二，或變成強力鑽頭，並成為摩氏硬度第十一級的素材。
性格明亮且有顆率直的心，也有點天然呆，有時一言一行會造成周圍的混亂（大部份自己都沒有惡意）。
有優異的戰鬥和運動能力。在困難時會試著使用頭腦，但連乘法都不懂，腦袋似乎不好，但當牠的左腦運行時，能夠變成超級天才大嘴鳥，既可解決犯罪事件，還因為所寫的科學論文還差點要被保送到大學去做研究。
崇拜怪盜蒙奇，而且會模仿牠而變成「怪盗大嘴鳥」。平常是個好孩子，但也會因為腦中的「壞壞大嘴鳥」而變成到處作惡的不良少年。
牠什麼食物都愛吃，只有青椒是牠最討厭的，父母暫時未知。

### 和大嘴鳥有特別關係的角色
泡芙（パフー）
首次登場：第57集
故事後半出現的角色，在天使島上並不存在這種生物，是大嘴鳥的寵物。生物名是彆扭毛蟲。而性格也是蟲如其名，有點畏畏縮縮。身體雖小，但食量卻很大。因為沒有受過訓練，所以老是會出錯，讓大嘴鳥感到相當困擾。對話會以「泡芙」來回答，大嘴鳥能夠聽懂牠在說什麼。另外，名字則是從牠的聲音得來的。
萬事通博士（マツゲール博士　声：納谷六朗陳曙光魏伯勤
首次登場：第1集
唯一出現的人類角色，也是養育大嘴鳥的人，角色原型是凡爾納的小說《環遊世界八十天》中名為「萬事通」的助手。有著學者和冒險家身份，但在什麼地方做什麼研究則不明。
為了再度探尋天使島的秘密，和大嘴鳥一起到天使島上，然後又暫時分開而再會。之後，為了在世界各處冒險而又離開大嘴鳥。
每集的最後都有大嘴鳥寫給博士的信，內容則由博士朗讀。另外也會有大嘴鳥的朋友們在寫給博士的信上寫信的例子。
由於到了最後才又出場，所以其他角色和他見面的次數相當稀少。

### 大嘴鳥的朋友
大眼鳥（パチクリ　声：本田貴子袁淑珍雷碧文
首次登場：第1集
男孩，身體是藍色。大嘴鳥最初的朋友，所以也是大嘴鳥第一好的朋友，設定年齡為8歲。
是名有點調皮好動的小孩，思考直來直往，而且行動力相當高。在家都不做家事，和自稱詩人的叔叔住在一起。喜歡武術和特攝片，所以常看函授錄影帶，但老是被大嘴鳥擊敗。
小紅莓（クリン　声：上村貴子沈小蘭詹雅菁
首次登場：第2集
女孩，身體是粉紅色，家裡是麵包店。設定年齡為8歲，個性早熟且長相可愛，雖然有女孩子的一面，但也會顯現出其反面，就是有些任性和歇斯底里。老是擔心自己的姐姐小蜜桃無法結婚。
對大嘴鳥有如弟弟般的照顧。
另外也是個路痴，所以送貨常失敗。
聰明鳥（ミッケン　声：間宮久留美區瑞華林美秀
首次登場：第2集
經常拿著書（通常是百科全書）並且穿著像是蛋殼的吊帶褲的男孩，身體是黃色，興趣是讀書和拼拼圖，比大嘴鳥牠們小一歲。
對人會使用敬語，態度端正和有著酷酷的一面。但在陷入危機時，會失去冷靜而哭出來。
擁有高等的知識和使用大人的語氣等博學的一面，卻完全比不上變成超天才狀態的大嘴鳥。
常被搞錯成嬰兒是牠最大的困擾，有時也不喜歡自己的長相。
自己或和大嘴鳥在一起都常會遇上一些很奇怪的情況，像是遇到或變成嘻巴嘻巴，還有進入大嘴鳥的腦裡。
飛機鳥（チロリ　声：志賀克也黎偉明詹雅菁
首次登場：第2集
吉羅利的獨生子，常以吉羅利兒子之名仗勢欺人，時常會帶著手下怪頭和歪頭。有著有錢人少爺的個性和缺點。
偶爾會跟大嘴鳥他們一起行動，有時會找他們麻煩（但都是很小的麻煩），跟大嘴鳥似乎是亦敵亦友的關係
在放送完畢的插圖中跟大嘴鳥、大眼鳥、小紅莓和聰明鳥同框，可以推測製作組原本要讓其作為主要角色
暗戀小蜜桃，但在她的面前都會變得很害羞。
在第84話前半取代小紅莓的戲份

### 大嘴鳥朋友的家人
梅可樂（メグロ　声：水內清光李錦綸林谷珍
首次登場：第3集
大眼鳥的叔叔，自由業，喜歡創作川柳。雖然和大眼鳥住一起，但家事全都託負給大眼鳥。雖然擅於煮菜，但也不常做。
由於一直過著自由奔放的生活，所以手頭經常很緊。在生活中會以哲學思考作為基礎，所以讓牠看起來像是掌握這個世界的意義，因此在牠的繪本中經常會有獨特的世界観。
曾引起模仿梅可樂的熱潮過。
小蜜桃（マスカーラ　声：金丸日向子蔡惠萍傅其慧
小紅莓的姐姐，島上第一好吃的麵包店店長。因為雙親不在，以監護人的身分和妹妹住在一起。
在島上被說是絕無僅有的美女，所以也被當成是像偶像般的存在。因此，她也演出介紹天使島的廣告。基本上個性相當溫柔，但會有美中不足的地方。有潔癖，只要在髒亂的房間五分鐘以上，就會變成掃除戰士。
是有雙重人格的人，在生氣到超過臨界點時會變成另外一個人「超憤怒戰士小蜜桃」，但在回復後經常不知道自己變身過。
台灣藝人朱安禹的藝名—小蜜桃姐姐即是以此命名。
曼拉吉利（マナジリ　声：鹽屋浩三魏伯勤
聰明鳥的爸爸，蘋果奶奶是他的母親。在吉羅利經營的玩具工廠擔任新型玩具設計師。相當熱愛玩具和孩子，但因為自己的兒子過於優秀，所以也會有想要讓他覺得自己很棒的一面。
會依噴嚏大小和感到危機時發出的聲音而產生巨大的聲音。
由於公司收入減少，所以曾數次被放到裁員名單。但每當被放到名單上時，卻能多次意外地開發出熱門商品。
因為家裡老舊的關係，因此希望能夠加以重建。
蘋果奶奶（リンクル　声：定岡小百合區瑞華、雷碧娜（代配）雷碧文
首次登場：第2集
聰明鳥的奶奶，曼拉吉利的媽媽。似乎有點老人痴呆症，卻擁有在奇怪的事情發生時，能很快明白原因等超越一般人的能力。是個平常時表現平凡，但在必要時會有驚人表現的老婆婆。
總是說著關於食物的發言，與芋頭爺爺是好友，另外對於芋頭爺爺的問題常答非所問，並經常有耍呆的發言。
年輕時是個大美女。另外還有以獎學金進入過都市的料理学校的經歷。那時也與聰明鳥的爺爺結婚。在糖果公司的廣告曲中，自己還擔任演唱和演出的角色。
唐恩·吉羅利（ドン．ジロリ　声：梅津秀行黃子敬林谷珍
首次登場：第3集
天使島首富，是足以影響島上經濟的人物，個性也相當暴躁，而且視錢如命。祖先是海盜，過去也曾是豪門。擁有能夠舉辦越野賽的巨大土地，不僅有豪宅，而且也有寶物會藏在屋內。
於島上經營玩具工廠，但實際上除了玩具，也會多角化經營其他行業，但在發展這些行業時，因為總使用冷酷邪惡的手段，而遭到大家的非難。
由於常被老婆指責和爬到牠頭上，為反抗，所以也會上高級俱樂部。
學生時代參加相撲社，擁有學生橫綱的輝煌經歷。
開會時，如果員工的主意太差，會把他們送到訓練室加強訓練。
有一度變成像梅可樂那麼悠閒，讓大家因此相當困擾，但後來看到大嘴鳥引起其風潮後而恢復。
故事前期經常為了賺錢不擇手段，還嘲笑蘋果奶奶，後期開始轉正，與其獨生子一樣跟大嘴鳥是亦敵亦友的關係。
金母雞（メメリッチョ　声：水原琳陸惠玲傅其慧
首次登場：第3集
吉羅利的老婆。身材相當肥胖，所以常努力減肥，年輕時身材卻顯得苗條。愛慕虛榮，但個性對人很好。
深愛著老公，經常支持老公的話，也很寵愛獨生子。
在老公變得像梅可樂一樣悠哉時，還因為無法接受，而拜託大嘴鳥讓他恢復原狀。

### 居民
團團轉刑警／怪盜蒙奇（グリグリ警部／怪盗ギロッシュ　声：森田順平李錦綸魏伯勤
首次登場：第3集
天使島唯一的警察，有相當強的辦案能力，只要有問題出現，就會立刻拜託他解決、不過也有常失敗的情形。
有次也是穿著制服出場，另外還把警車改造成越野車，除了私用和公用外，也有拿它來參加賽車過。
喜歡小蜜桃，但因為自己又窮又沒志氣，而一直不敢向其告白。
經常與大嘴鳥共事，也數次在大嘴鳥的幫助下成功逮捕瞪眼鳥。
另一個夢想是成為怪盜，所以也有著有淵源的怪盜蒙奇的身分，現在的蒙奇則是第128代，被認為以亞森羅蘋為原型。。
基本上會看心情及從有錢人身上偷東西（特別是吉羅利）。
由於是大嘴鳥的偶像，所以會暗中看顧著大嘴鳥。
言行比起怪盜，更像是英雄。
芋頭爺爺（マクモー　声：大竹宏陳永信林谷珍
首次登場：第2集
是個獨居老人，總是和蘋果奶奶一起散步和曬太陽。個性和善且知識淵博，有汽車和機車駕照。
年幼時即暗戀蘋果奶奶，但由於牠之後要去都市的料理學校上課，結果無疾而終。
很敬愛母親，在牠生日時一定會用母親喜歡的花來裝飾牠的遺照。
怪頭（コント　声：喜田亞由美鄺樹培雷碧文
首次登場：第3集
飛機鳥的手下，身體是綠色，體型矮冬瓜。
歪頭（タクト　声：大平泉梁偉德林美秀
首次登場：第3集
飛機鳥的手下，身體是粉紅色，體型瘦長。
曾因為想過當老大的癮，而收大嘴鳥當手下，但最後還是失敗。
曾和小紅莓是筆友，不過兩人到最後還是沒以筆友身份見到面。
八卦嬸（メトリ　声：橘U子林丹鳳詹雅菁
首次登場：第3集
是名擅於收集情報、喜歡流言＆流行八卦的大嬸。有著原來在宇宙中以正義一方的角色活躍著的異色經歷。興趣是Cosplay，像是變身成政治人物和賽車皇后等。有「最厲害家庭主婦」之稱。
基本上在她洩露情報的時候，就能立刻傳遍整個天使島，不過情報常被誇大不實、也近乎於捏造。
最喜歡醜聞，時常都在找尋有趣的消息。座右銘是「沒火時就要讓它起煙、起火的時候就要讓它火上加油」。作為大嘴鳥報的傑出總編輯，還因此挖出政治人物收賄的爆炸性新聞。
經常找便宜貨和四處殺價，所以在特賣會中也是毫無敵手。也曾在超市中負責煮香腸來給客人試吃。
迪曼頓（デメントン　声：大川透黃子敬魏伯勤
首次登場：第2集
天使島現任總統。雖然常有醜聞，但民調很高。喜歡權力，數次因為收賄而被逮捕。和前任的羅肯一直在互相較勁，有著不服輸的性格。興趣是吹奏尺八。
在小時候似乎個性就很不好。
羅肯（ローガン　声：鹽屋浩三源家祥林谷珍
首次登場：第2集
天使島前任總統，現今目標放在下任總統的位置。外表衰老且看起來相當溫和，但實際上是個老奸巨猾的人。和迪曼頓一樣喜歡權力。有個遊樂園，所以也想當天使島的經營者。

### 其他角色
威風刑警（ニラミ警視　声：鹽澤兼人→納谷六朗潘文柏林谷珍
首次登場：第28集
為了逮捕怪盗蒙奇，而被都會的警視廳派來的警官。IQ3000（也會有低於兩千的時候）而頭腦明晰。也是住在像是宇宙基地的豪宅之小開。有表現突出和自尊心高的性格。任何困難的事都能解決，但不能抓到蒙奇，也是因為有各式各樣的原因外加大嘴鳥的妨害所造成。珠算檢定5級。
嘻巴嘻巴（シパシパ　声：森田順平、定岡小百合）
首次登場：第4集
在天使島上時常出現的神秘怪物，傳說是由失蹤的小孩變成的。
經常會將居民帶到奇怪的地方，也曾把聰明鳥變成嘻巴嘻巴。
小章魚丸（メンタマルちゃん　声：釘宮理惠黃鳳英林美秀
首次登場：第16集
長的像中年男子的小女孩，住的星球似乎環境比地球惡劣，所以會不適應在地球上很美麗的事物。屁味會發出像花一樣的香味，但對於花香則是把它認為是不可接受的臭味。
住在一個叫作梅達曼魯的世界。
路克先生 （ルックさん　CV：大塚芳忠林國雄魏伯勤
首次登場：第17集
專業服務生，原在吉羅利咖啡廳工作，因大嘴鳥的錯失而自願向吉羅利請辭，後來自行開設路克咖啡廳並兼任服務生。至於吉羅利咖啡廳也在之後倒閉了。
表現相當敬業，也讓大嘴鳥對他有充滿敬佩。
瞇瞇眼婆婆（メヤニーさん 声：谷育子黃鳳英林美秀
首次登場：第23集
住在森林中的獨居老人。兒子去世後性情大變，變得頑固及不近人情，但其實內心相當孤單，後被大嘴鳥所感動而重新接納別人。
北風甘達（北風かんたくん　声：矢島晶子曾秀清雷碧文
首次登場：第31集
是由冬天時大嘴鳥所做的雪人變成的，和小章魚丸也是好朋友，也只出現在冬天時。
以葉子作為名片和鈔票，拿著像是紅蘿蔔的手機。
曾想要有一顆鑽石心，但在經過考驗後發現自己已擁有一顆美麗的心。
粗眉毛和矢島晶子配音這點很像野原新之助。
製作人K氏先生 （プロデューサーK氏　CV：屋良有作潘文柏魏伯勤、 林谷珍 35話哭泣時
首次登場：第35集
喜歡爆炸場面的廣告製作人，因受邀拍攝旅遊廣告而來到天使之島，最後淪落到喜馬拉雅山上還遇到萬事通博士。
田中先生（タナカさん　声：堀本等陳欣魏伯勤
首次登場：第36集
從大嘴鳥家的電視中出現，長得像是平衡棒人的中年男性。家庭有妻子、兒子、女兒四人，另外也養一隻狗跟一隻貓。
田中先生住的世界也被說是異次元世界，不過各項要素似乎都參考日本而來，另外那個世界所住的全都是田中先生，所以男生女生長的沒什麼差別，至於女生也全都叫田中小姐。
最喜歡搞笑，所做的搞笑都是能讓關西人笑的笑點，因為如此，在被公司開除後，成為搞笑藝人。
I-31号（声：後藤敦招世亮魏伯勤
首次登場：第46集
為了侵略地球而從宇宙中派來的機器人。
打算利用大嘴鳥來侵略地球，但因為讀書而感動，於是在世界各地讀書給大家聽。
大嘴鳥都叫它「小Ｉ」。
在後面打倒想要消滅天使島的「Y-31号」，並且帶它再一次到世界修行。
美眉鳥（マユちゃん　声：田中理惠曾秀清林美秀
首次登場：第48集
搬到天使島上的少女，是由公開募集而出來的角色。有一次成為大嘴鳥等人的朋友。
頭總是包著頭巾而且披著一頭紫色的長髮。
另外也被說是天使島上的第一美少女，除了大嘴鳥以外，其他男生都是她的追求者。個性有點任性且容易傷害人，也很容易陷入幻想之中。另外口頭禪是「美眉、～要～！」。
在84話中被飛機鳥、大眼鳥、聰明鳥追求，但都以失敗告終。
曾和大嘴鳥交往過，但會交往的原因是聽信愛情預報機並隨意解讀所造成的。
美眉鳥的爸爸（マユちゃんのお父さん　声：大川透招世亮魏伯勤
首次登場：第48集
大嘴鳥說「叔叔笑和生氣，臉都很恐怖」，所以有著牠所說的相當兇惡的臉孔（實際上生氣時比較可怕）。會生氣的原因是因為大眼鳥、聰明鳥、飛機鳥等人想見美眉鳥，為了嚇跑他們所致。但是女兒卻相當喜歡爸爸的臉。另外也有擅於製作曲奇餅等甜點的實力。
瞪眼鳥（ギョロメ　声： 江原正士雷霆魏伯勤
首次登場：第45集
本作真正且唯一的反派。
天使島邪惡組織「玩具團」團長，據說小時候就非常邪惡，常利用變裝來為非作歹。
最害怕大嘴鳥，雖然一度逃獄成功，由於老是被大嘴鳥整的慘兮兮，所以到最後讓他寧願被關，也不想再看到大嘴鳥，此後亦未再出現。此事也令大嘴鳥被視為拯救天使島的恩人，讓他不敢再繼續胡作非為。
曾被吉羅利找來企圖要抓到怪盜蒙奇，並一度挾持中途闖入的大嘴鳥做為人質，但最後宣告失敗。
急匆匆先生（チバシリさん　声： 納谷六朗魏伯勤
天使島上新來的郵差和馬拉松選手。腳程相當快速且相當準時，總是能在別人要出來收信時就跑得無影無蹤。
大嘴鳥爺爺（キョロ爺さん（本名ゴッホッホ・デ・ピカピカソ・ビッチ）　CV：青野武林谷珍
第67話後半「キョロ爺さん」中登場。自稱是大嘴鳥的爺爺，本名為呵呵呵亮晶晶電火球。真實身分是位繪本作家。喜歡吃荷包蛋。
阿花田小不點丸（ハゲ田チビ丸くん　聲：松尾佳子林美秀
被飛機鳥丟棄的玩偶，真名為「宇宙警察機器人」，個性相當好勝，後來在順利解決飛機鳥家的玩具事件後，發現大嘴鳥才是最適合他的主人而回到他的身旁。
小不點
第8集中登場，是一隻毛毛蟲，因為迷路跟親生媽媽走失，由大嘴鳥暫時收養，最後長大變成蝴蝶還跟媽媽相聚，母子倆一起飛回故鄉—遙遠的北國。

## 天使島資訊
地理
- 大嘴鳥所住，一個座落於地球上的杜撰的島，特徵是島中央有一座像是扁桃狀的火山，被叫作天使山，標高3333公尺，也是島上的觀光景點，被認為以富士山原型。
- 故事中心背景的天使島市街地，是沿著街道而形成村落。
- 另外這個島上因為過去火山活動活躍，所以有大規模的地殻變動、因此常有地震。
- 有個芙拉米康市的島、和天使島有來往，到那邊的船要34日加6小時45分。

政治・司法制度
- 在天使島上，孩子也有選舉權，但實際上除了聰明鳥外，其他人似乎都不知道選舉的真正意義。
- 是總統制，藉由民選產生。
- 最近由迪曼頓和羅肯互相當總統，導致政治停滯，而不能實現民主主義的原來目的。
- 另外天使島上總統也擔任法官，似乎沒有規定三權分立，也沒讓司法權獨立出來。然後檢察官是副總統，律師則是由警官（團團轉刑警）兼任，而判決等採用居民組成陪審團。
- 法院體制採用陪審制。

經濟
- 吉羅利家牽動著島內的整體經濟發展。
- 有自己的貨幣單位叫做「達(D)」，與現實世界中的日圓匯率等值。
- 有披薩店且能外送。

其他
- 天使島上沒有考試戰爭，但有對自己考試的制度存在。
- 動畫中，除了船和公車外，無其他可離開島的交通工具，但根據蘋果奶奶所說「想搭噴射機」來看，天使島似乎有飛機。
- 由於天使島沒有機場，郵寄物都要用船來運送到附近的島上，在那裡可能有機場能運送到全世界。
- 很流行吹直笛，一年有一次「直笛會」。
- 天使島上有高級俱樂部。
- 有一間叫米卡耶魯艾島的大學，但不能確認天使島上有大學存在。

## 工作人員
- 導演：本鄉滿・錦織博
- 企畫：岩田圭介（東京電視台）、白川隆三・勝股英夫（SPEビジュアルワークス）
- 製作人：東不可止（東京電視台）、杉山豊→梅下博文→加藤久（NAS）、鎌形英一（SPEビジュアルワークス）
- 助理製作：小川原理江
- 動畫製作人：川人憲次郎（グループ・タック）
- 片頭動畫（第2期）：南家こうじ
- 片頭作畫：高倉静香、梅芝五郎、高倉佳彦
- 片尾動畫（第1期）：石田卓也
- 片尾作画（第2期）：高倉静香
- 劇本：影山由美、島田満、吉田玲子、桶谷顕
- 作畫監督：なかじまちゅうじ、山本美也、他
- 演出：森脇真琴、本郷みつる、矢野篤、他
- 分鏡：津田真一、他
- 原畫：深町明良、槌田幸一、田中政広、林佳子、林一哉、今野淑子、多田庸之、村松尚雄、藤田麻貴、藤田靖弘、増田清美、嘉村弘之、プロジェクトチームサラ、スタジオリバティー、スタジオムー、他
- 動畫檢査：上田明美、黄善姫、他
- 動畫：秋山由紀子、細川智代、奥村幸恵、川上哲也、平間久美子、山下宗幸、杉山典子、文成動画、プロジェクトチームサラ、他
- 系列構成：影山由美
- 角色設定：林静香
- 美術監督：柴山恵理子
- 色彩設計：新垣純子
- 色彩指定：伊藤純子、遠藤千恵美、他
- 背景：スタジオユニ、他
- 數位彩色：T.D.I、文成動画、他
- 特殊効果：朴志姫、他
- 數位撮影：T.D.I、文成動画、他
- 編輯：古川雅士
- 編輯助手：畑山大樹
- 音樂：栗子直笛四重奏
- 音樂監督：原田芙美子
- アフレコ演出：菊田浩巳
- 錄音：はたしょうじ
- 錄音助手：野口啓、松中秀紀
- 効果：森川永子
- 錄音・影片編輯：KSSスタジオ
- 音響製作：SPEビジュアルワークス
- EED：宗和洋史
- 標題工作：山里亜希、丸山哲右
- 大道具設計：高倉佳彦
- 小道具設計：藤澤亜希子
- 製作擔任：青木いちろう
- 制作進行：三宅弘幸、赤川慶祐、他
- 節目宣傳：宮岡貞成（東京電視台）、浅見佳子（SPEビジュアルワークス）
- 動畫製作協力：あにまる屋
- 動畫製作：グループ・タック
- 製作：東京電視台、NAS、Aniplex

## 主題曲

### 片頭曲
- 第1期「ハレーションサマー」（1話－26話）

作詞・作曲：淳君，編曲：前嶋康明，歌：椰果少女組。
- 第2期「キョロちゃんでしゅ」（27話－91話）

作詞：横山準、茶茶，作曲：作曲研究所、近田春夫，編曲：近田春夫，歌：茶茶
- 台灣版「大嘴鳥」 [註 1]
- 香港版「跟你啄一啄」

作曲、編曲：吳達強，作詞：歐志深，主唱：李彩樺

### 片尾曲
- 第1期「通学路」（1話－26話、91話）

作詞・歌：Whiteberry，作曲：恩田快人，編曲：坂井紀雄、恩田快人
- 第2期「キョロちゃん絵かき歌」（27話－90話）

作詞：本鄉滿，作曲：栗原正己，編曲：栗原正己、近藤研二，歌：さねよしいさ子

## 各集標題
| 話數 | 日文標題                     | 中文標題                 | 劇本     | 分鏡         | 演出         | 作畫監督         |
| ---- | ---------------------------- | ------------------------ | -------- | ------------ | ------------ | ---------------- |
| 1    |                              | 大嘴鳥誕生               | 影山由美 | 本鄉滿       | 本鄉滿       | 高倉靜香         |
| 2    |                              | 總統的工作               | 影山由美 | しぎのあきら | 岡崎ゆきお   | 森中正春         |
| 3    |                              | 團團轉刑警               | 影山由美 | 山崎たかし   | 久城りおん   | 大坪幸麿         |
| 4    | ひとりぼっちの夜             | 一個人的晚上             | 影山由美 | 三條なみみ   | 小林智樹     | 山本美也         |
| 5    |                              | 小小冒險家們             | 堀井明子 | 津田真一     | 森脇真琴     | なかじまちゅうじ |
| 6    | 時間よ、もどれ!              | 時光倒轉                 | 島田滿   | 志村錠兒     | 矢野篤       | 東出太           |
| 7    | 怪盗ギロッシュ登場           | 怪盜蒙奇登場             | 影山由美 | 三條なみみ   | 井之川慎太郎 | 高倉靜香         |
| 8    | キョロちゃんママになる       | 大嘴鳥當媽媽             | 島田滿   | 奥田誠治     | 太田博光     | 尾鷲英俊         |
| 9    |                              | 手舞足蹈！天使島的慶典   | 吉田玲子 | 岡崎ゆきお   | 岡崎ゆきお   | 森中正春 林一哉  |
| 10   |                              | 麵包店戰爭               | 影山由美 | 三條なみみ   | 岡嶋國敏     | 大坪幸麿         |
| 11   | メトリさんが通る             | 所向無敵的八卦嬸         | 吉田玲子 | しぎのあきら | 小林智樹     | 山本美也         |
| 12   |                              | 怪盜蒙奇SOS              | 島田滿   | 津田真一     | 湖山禎崇     | なかじまちゅうじ |
| 13   |                              | 梅可樂叔叔寧靜的一天     | 吉田玲子 | 本郷滿       | 井之川慎太郎 | 高倉靜香         |
| 14   |                              | 變身！超級大嘴鳥         | 島田滿   | 奥田誠治     | 太田博光     | 尾鷲英俊         |
| 15   | 銀行へいこう                 | 去銀行吧                 | 影山由美 | 三條なみみ   | 高田耕一     | 諏訪昌夫         |
| 16   | 宇宙人さん、いらっしゃい     | 外星人，歡迎光臨         | 影山由美 | しぎのあきら | 小林智樹     | 山本美也         |
| 17   | はたらくキョロちゃん         | 努力工作的大嘴鳥         | 吉田玲子 | 志村錠兒     | 志村錠兒     | 六崎光幸         |
| 18   |                              | 團團轉刑警 相親相愛      | 島田滿   | 津田真一     | 森脇真琴     | なかじまちゅうじ |
| 19   | キョロちゃん毛がはえる       | 大嘴鳥長出了頭髮         | 吉田玲子 | 三條なみみ   | 太田博光     | 尾鷲英俊         |
| 20   |                              | 黑夜蠢蠢欲動             | 影山由美 | 三條なみみ   | 矢野篤       | 高倉靜香         |
| 21   | カモカモカモン!              | 卡摩卡摩鴨               | 吉田玲子 | しぎのあきら | 高田耕一     | 諏訪昌夫         |
| 22   | キョロちゃん新聞             | 大嘴鳥報                 | 島田滿   | 志村錠児     | 志村錠児     | 六崎光幸         |
| 23   |                              | 一閃一閃亮晶晶           | 島田滿   | 津田真一     | 森脇真琴     | なかじまちゅうじ |
| 24   |                              | 吉羅利太太錢多多         | 吉田玲子 | しぎのあきら | 小林智樹     | 山本美也         |
| 25   | 故郷がなくなる日             | 故鄉消失的那一天         | 影山由美 | 三條なみみ   | 太田博光     | 尾鷲英俊         |
| 26   | バイバイ!キョロちゃん        | 再見！大嘴鳥             | 影山由美 | 小林常夫     | 矢野篤       | 高倉靜香         |
| 27   | 初夢ジャンボゲーム           | 第一個夢 巨人遊戲        | 影山由美 | 志村錠児     | 志村錠児     | 六崎光幸         |
| 28   |                              | 威風刑警登場             | 桶谷顯   | 太田博光     | 矢野篤       | 諏訪昌夫         |
| 29   |                              | 龍捲風遊戲               | 桶谷顯   | 三條なみみ   | 小林智樹     | 山本美也         |
| 30   | キョロちゃんカゼをひく       | 大嘴鳥想要感冒           | 島田滿   | 津田真一     | 森脇真琴     | なかじまちゅうじ |
| 31   | 冬の雪だるまつり             | 冬天的雪人娃娃慶典       | 島田滿   | 太田博光     | 太田博光     | 尾鷲英俊         |
| 32   |                              | 好好玩又有點奇怪的賣藥人 | 影山由美 | 矢野篤       | 矢野篤       | 山本美也         |
| 33   |                              | 銀河特級號，GO           | 小林常夫 | 小林常夫     | 志村錠兒     | 六崎光幸         |
| 34   | キョロちゃんがいっぱい       | 好多個大嘴鳥             | 島田滿   | しぎのあきら | 矢野篤       | 林一哉           |
| 35   | ようこそエンゼルアイランドへ | 歡迎來到天使島           | 桶谷顯   | 津田真一     | 森脇真琴     | なかじまちゅうじ |
| 36   | となりのタナカさん           | 隔壁的田中家             | 影山由美 | 三條なみみ   | 小林智樹     | 山本美也         |
| 37   | 怪盗ギロッシュ大結婚!?       | 怪盜蒙奇搶婚記           | 島田滿   | 太田博光     | 太田博光     | 末吉裕一郎       |
| 38   |                              | 聰明鳥的煩惱             | 影山由美 | 志村錠兒     | 志村錠兒     | 六崎光幸         |
| 39   | キョロちゃんVS三つ子ちゃん   | 大嘴鳥照顧三胞胎         | 吉田玲子 | 三條なみみ   | 京田知己     | 高倉靜香         |
| 40   | クリンちゃんの素敵な誕生日   | 小紅莓最精彩的生日       | 島田滿   | 津田真一     | 森脇真琴     | なかじまちゅうじ |
| 41   | キョロカーを作ろう           | 做一輛大嘴鳥車           | 桶谷顯   | しぎのあきら | 誌村宏明     | 諏訪昌夫         |
| 42   | 走れ!キョロカー              | 大嘴鳥車快跑吧           | 桶谷顯   | 太田博光     | 太田博光     | 尾鷲英俊         |
| 43   | またまたシバシバ             | 怎麼沒完沒了             | 影山由美 | 三條なみみ   | 小林智樹     | 山本美也         |
| 44   | キョロちゃん子分になる       | 大嘴鳥做別人的手下       | 影山由美 | 志村錠児     | 志村錠児     | 六崎光幸         |
| 45   |                              | 發明王大嘴鳥             | 小林常夫 | 津田真一     | 森脇真琴     | なかじまちゅうじ |
| 46   |                              | 侵略機械人I-31號         | 影山由美 | 本鄉滿       | 本鄉滿       | 高倉静香         |
| 47   |                              | 大眼鳥，加油！           | 桶谷顕   | 太田博光     | 太田博光     | 尾鷲英俊         |
| 48   | 好き好き・マユちゃん         | 萬人迷美眉鳥             | 影山由美 | しぎのあきら | 誌村宏明     | 諏訪昌夫         |
| 49   | 怪盗キョロッシュ登場         | 怪盜大嘴鳥登場           | 島田満   | 志村錠兒     | 志村錠兒     | 六崎光幸         |
| 50   | みんな、メグロさん           | 大家都變成了梅可樂       | 吉田玲子 | 三條なみみ   | 小林智樹     | 山本美也         |
| 51   | ハゲ田チビ丸                 | 阿花田小不點丸           | 島田満   | 津田真一     | 太田博光     | なかじまちゅうじ |
| 52   | ドッキリ!お客さま            | 嚇了一跳！意外的訪客     | 影山由美 | 成田歳法     | 成田歳法     | 林一哉           |
| 53   | ぱたぱたキョロちゃん         | 大嘴鳥翅膀硬了           | 吉田玲子 | 志村錠兒     | 志村錠兒     | 六崎光幸         |
| 54   |                              | 肚子裏面的星際大戰       | 桶谷顯   | 太田博光     | 太田博光     | 尾鷲英俊         |
| 55   | キョロちゃんが止まらない     | 大嘴鳥停不下來           | 影山由美 | しぎのあきら | 誌村宏明     | 諏訪昌夫         |
| 56   |                              | 大少爺來了               | 島田満   | 津田真一     | 太田博光     | なかじまちゅうじ |
| 57   |                              | 和泡芙一起生活           | 吉田玲子 | 三條なみみ   | 小林智樹     | 山本美也         |
| 57   | パジャマ・パーティー         | 睡衣派對                 | 影山由美 | 三條なみみ   | 小林智樹     | 山本美也         |
| 58   |                              | 監獄裏的大嘴鳥           | 桶谷顯   | 太田博光     | 太田博光     | 尾鷲英俊         |
| 58   | キョロキョロ語講座           | 大嘴鳥鳥語講座           | 桶谷顯   | 太田博光     | 太田博光     | 尾鷲英俊         |
| 59   | キョロちゃん便               | 大嘴鳥快遞               | 吉田玲子 | 志村錠兒     | 志村錠兒     | 六崎光幸         |
| 59   |                              | 月亮的水滴               | 影山由美 | 志村錠兒     | 志村錠兒     | 六崎光幸         |
| 60   | ギョロメと遊ぼう             | 和瞪眼鳥玩遊戲           | 島田滿   | 三條なみみ   | 樫山聰之     | 林一哉           |
| 60   |                              | 聰明鳥的猶豫             | 影山由美 | 錦織博       | 誌村宏明     | 高倉靜香         |
| 61   | ダークキョロちゃん           | 邪惡的大嘴鳥             | 影山由美 | 津田真一     | 太田博光     | なかじまちゅうじ |
| 61   | キョロちゃんの眠れナイト     | 大嘴鳥失眠的夜晚         | 島田滿   | 津田真一     | 太田博光     | なかじまちゅうじ |
| 62   | キョロちゃん舞台に立つ       | 大嘴鳥站上舞台了         | 吉田玲子 | しぎのあきら | 誌村宏明     | 諏訪昌夫         |
| 62   | 鬼教官マッコイ               | 魔鬼教官                 | 吉田玲子 | しぎのあきら | 誌村宏明     | 諏訪昌夫         |
| 63   |                              | 人氣爆炸的麵包店         | 影山由美 | 太田博光     | 太田博光     | 尾鷲英俊         |
| 63   | うっかり裁判                 | 粗心大意的審判           | 桶谷顯   | 本郷滿       | 太田博光     | 尾鷲英俊         |
| 64   | パフーの家をつくろう         | 泡芙的小木屋             | 桶谷顯   | 志村錠児     | 志村錠児     | 六崎光幸         |
| 64   | でかキョロちゃん             | 巨人大嘴鳥               | 影山由美 | 志村錠児     | 志村錠児     | 六崎光幸         |
| 65   |                              | 鬧轟轟的結婚典禮         | 吉田玲子 | 三條なみみ   | 小林智樹     | 山本美也         |
| 65   |                              | 最棒的寶物               | 影山由美 | 三條なみみ   | 小林智樹     | 山本美也         |
| 66   | ギョロメ百面相               | 瞪眼鳥大變裝             | 島田滿   | 津田真一     | 太田博光     | なかじまちゅうじ |
| 66   | 大嘴鳥拔牙記                 |                          | 島田滿   | 津田真一     | 太田博光     | なかじまちゅうじ |
| 67   | ラッキー!ラッキー!           | Lucky！Lucky！           | 影山由美 | 成田歲法     | 山元秀代     | 林桂子           |
| 67   | キョロ爺さん                 | 大嘴鳥爺爺               | 吉田玲子 | 三條なみみ   | 樫山聰之     | 林一哉           |
| 68   | ギロッシュVSグリグリ         | 怪盜蒙奇VS團團轉         | 影山由美 | 太田博光     | 太田博光     | 尾鷲英俊         |
| 68   | 試食王メトリ                 | 試吃王八卦嬸             | 吉田玲子 | 太田博光     | 太田博光     | 尾鷲英俊         |
| 69   | キョロちゃんタマゴになる     | 大嘴鳥變成蛋了           | 桶谷顯   | 志村錠兒     | 志村錠兒     | 六崎光幸         |
| 69   | クリンちゃんのメル友         | 小紅莓的筆友             | 桶谷顯   | 志村錠兒     | 志村錠兒     | 六崎光幸         |
| 70   | 回るセールスウーマン         | 可怕的女推銷員           | 影山由美 | しぎのあきら | 樫山聰之     | 諏訪昌夫         |
| 70   | 怪盗キョロッシュ大かつやく   | 怪盜蒙奇顯神威           | 島田滿   | しぎのあきら | 樫山聰之     | 諏訪昌夫         |
| 71   |                              | 大嘴鳥要決鬥             | 吉田玲子 | 津田真一     | 太田博光     | なかじまちゅうじ |
| 71   | 小さな紙芝居屋さん           | 小小紙劇場               | 影山由美 | 津田真一     | 太田博光     | なかじまちゅうじ |
| 72   | チバシリさん走る             | 跑着送信的郵差先生       | 桶谷顯   | 三條なみみ   | 小林智樹     | 山本美也         |
| 72   | 煩惱的雷公父子               |                          | 桶谷顯   | 三條なみみ   | 小林智樹     | 山本美也         |
| 73   |                              | 大嘴鳥成了億萬富翁       | 島田滿   | 太田博光     | 太田博光     | 尾鷲英俊         |
| 73   | 想いでのレコード             | 令人懷念的唱片           | 影山由美 | 太田博光     | 太田博光     | 尾鷲英俊         |
| 74   | 天翔るチバシリさん           | 急匆匆先生飛上天了       | 桶谷顯   | 志村錠児     | 志村錠児     | 六崎光幸         |
| 74   | キョロちゃん夢をみる         | 大嘴鳥做了一個夢         | 吉田玲子 | 志村錠児     | 志村錠児     | 六崎光幸         |
| 75   |                              | 大嘴鳥畫畫               | 影山由美 | 義野利幸     | 京田知己     | 林一哉           |
| 75   | シミシミになろう             | 痛快一下                 | 桶谷顕   | 義野利幸     | 平田豊       | 林一哉           |
| 76   |                              | 演藝界的女王             | 影山由美 | 津田真一     | 太田博光     | なかじまちゅうじ |
| 76   | 嗚呼!ドケチの星              | 啊！小氣星球             | 島田満   | 津田真一     | 太田博光     | なかじまちゅうじ |
| 77   | 恐怖のゆうれい船             | 恐怖的幽靈船             | 吉田玲子 | 太田博光     | 太田博光     | 尾鷲英俊         |
| 77   | 雪の日のひまわり             | 下雪天裏的向日葵         | 島田満   | 太田博光     | 太田博光     | 尾鷲英俊         |
| 78   | キョロちゃんオニになる       | 大嘴鳥變成魔鬼了         | 影山由美 | 義野利幸     | 平田豊       | 諏訪昌夫         |
| 78   | キョロちゃんがいない日       | 大嘴鳥不在的日子         | 影山由美 | 義野利幸     | 平田豊       | 諏訪昌夫         |
| 79   |                              | 戰鬥吧！天使突擊隊       | 吉田玲子 | 義野利幸     | 小林智樹     | 山本美也         |
| 79   |                              | 活力充沛元氣十足         | 影山由美 | 義野利幸     | 小林智樹     | 山本美也         |
| 80   | ミッケン君の彷徨             | 迷路的聰明鳥             | 影山由美 | 青山弘       | 志村錠兒     | 高田三郎         |
| 80   | パチクリ忍法帖               | 大嘴鳥的忍者秘笈         | 桶谷顕   | 青山弘       | 志村錠兒     | 高田三郎         |
| 81   | テレビ!テレビ!               | 電視！電視！             | 影山由美 | 津田真一     | 太田博光     | なかじまちゅうじ |
| 81   | 雪だるまのお買物             | 雪人娃娃想買的東西       | 島田満   | 津田真一     | 太田博光     | なかじまちゅうじ |
| 82   |                              | 冰箱的秘密               | 桶谷顕   | 浜津守       | 矢野篤       | 林一哉           |
| 82   | パフーとパフパフ             | 泡芙與泡芙泡芙           | 影山由美 | 浜津守       | 矢野篤       | 林一哉           |
| 83   |                              | 真相魔神                 | 島田満   | 太田博光     | 太田博光     | 尾鷲英俊         |
| 83   | キョロちゃん、弟になる       | 大嘴鳥變成了弟弟         | 吉田玲子 | 太田博光     | 太田博光     | 尾鷲英俊         |
| 84   |                              | 甜甜蜜蜜的大嘴鳥         | 島田満   | 義野利幸     | 平田豊       | 諏訪昌夫         |
| 84   | となりのタナカさん2          | 隔壁的田中家2            | 影山由美 | 義野利幸     | 平田豊       | 諏訪昌夫         |
| 85   | ニョキ棒で遊ぼう             | 大嘴鳥的如意棒           | 桶谷顯   | 小林智樹     | 小林智樹     | 山本美也         |
| 85   | パチクリぢゃ                 | 大嘴鳥得了失憶症         | 影山由美 | 小林智樹     | 小林智樹     | 山本美也         |
| 86   |                              | 情書                     | 影山由美 | 志村錠兒     | 志村錠兒     | 高田三郎         |
| 86   | すごい!マナジリさん          | 曼拉吉利先生好厲害       | 吉田玲子 | 志村錠兒     | 志村錠兒     | 高田三郎         |
| 87   | むかしむかし                 | 很久很久以前             | 影山由美 | 津田真一     | 太田博光     | なかじまちゅうじ |
| 87   | 怪盗ギロッシュ最期の日       | 怪盜蒙奇的末日           | 島田満   | 津田真一     | 太田博光     | なかじまちゅうじ |
| 88   |                              | I-31號回來了             | 影山由美 | 浜津守       | 大西景介     | 諏訪昌夫         |
| 88   | ちっちゃいシバシバ           | 小小嘻巴嘻巴             | 影山由美 | 浜津守       | 大西景介     | 諏訪昌夫         |
| 89   | 誰かがわたしを愛してる       | 有人在暗戀我             | 島田滿   | 太田博光     | 太田博光     | 尾鷲英俊         |
| 89   |                              | 青草茶的心情             | 影山由美 | 太田博光     | 太田博光     | 尾鷲英俊         |
| 90   | くっついたジロリ             | 和吉羅利先生黏在一起     | 吉田玲子 | 義野利幸     | 平田豊       | 山本美也         |
| 90   | エンゼルアイランド売ります   | 天使島要賣掉了           | 影山由美 | 義野利幸     | 平田豊       | 山本美也         |
| 91   |                              | 直笛的音樂會             | 關島岳郎 | 本鄉滿       | 本鄉滿       | 高倉靜香         |
| 91   | 不思議なカバン               | 不可思議的箱子           | 影山由美 | 本鄉滿       | 本鄉滿       | 林一哉           |

## 註解
1. ↑  東森幼幼台  YouTube上的。